# Joy Sunday
Pour les articles homonymes, voir Sunday.
Joy Sunday, née le 17 avril 1995 à Staten Island (New York), est une actrice américaine.

## Biographie
Joy Sunday est née à Staten Island, arrondissement de la ville de New York, de parents nigérians.
Elle suit une formation théâtrale à l'école secondaire Fiorello H. LaGuardia et est diplômée de l'USC's School of Cinematic Arts avec un baccalauréat spécialisé en Critical Studies.

## Filmographie

### Cinéma
- 2019 : Her Mind in Pieces : Joy
- 2020 : Bad Hair (film) (en): Cynthia
- 2020 : Shithouse : Sophia
- 2021 : The Beta Test (en): Celia
- 2022 : Dog : Dr. Gray
- 2023 : Under the Influencer de Bryn Woznicki : Rachel
- À venir : Rise de Maritte Lee Go : Rayowa
- À venir : You'll Never See It Coming de Bailey Heinonen : Anna

### Télévision
- 2018 : MacGyver : Abina
- 2018 : Yas Kween : Ria (5 épisodes)
- 2019 : Carol's Second Act : Macy
- 2019 : Good Trouble : Janella
- 2021 : Dear White People : Claire
- 2022 : Mercredi : Bianca Barclay (8 épisodes)[2]